# Survivor (албум)
Survivor е третият студиен албум на американската група Дестинис Чайлд издаден на 25 април 2001 година. Албумът застава на 1 място в Билборд-класацията за албуми и е с платинена сертификация. Албумът е с общи продажби от 5 милиона копия в САЩ.

## Списък с песните

### Оригинален траклист
1. „Independent Women Part I“ – 3:42
2. „Survivor“ (включва прелюдия от "Bootylicious") – 4:14
3. „Bootylicious“ – 3:28
4. „Nasty Girl“ – 4:18
5. „Fancy“ – 4:13
6. „Apple Pie à la Mode“ – 2:59
7. „Sexy Daddy“ – 4:07
8. „Independent Women Part II“ – 3:46
9. „Happy Face“ (включва прелюдия от "Emotion") – 4:20
10. „Emotion“ – 3:56
11. „Dangerously in Love“ – 4:53
12. „Brown Eyes“ (включва прелюдия от "The Story of Beauty") – 4:49
13. „The Story of Beauty“ – 3:32
14. „Gospel Medley“ (посветена на Андрета Тилман) – 3:25
15. „Аутро (DC-3) Thank You“ – 4:03

### Американско издание
1. „Independent Women Part I“ (на живо от The Brits 2001)

### Супер аудио CD издание
1. „Emotion“ (The Neptunes Remix) – 4:14
2. „Survivor“ (видеоклип) – 4:11

### Интернационално издание
1. „Perfect Man“ – 3:41
2. „Independent Women Part II“ – 3:46
3. „Happy Face“ – 4:20
4. „Dance with Me“ – 3:43
5. „My Heart Still Beats“ (с Бионсе) (включва прелюдия от "Emotion") – 4:08
6. „Emotion“ – 3:56
7. „Brown Eyes“ – 4:49
8. „Dangerously in Love“ (включва прелюдия от "The Story of Beauty") – 4:53
9. „The Story of Beauty“ – 3:32
10. „Gospel Medley“ (посветена на Андрета Тилман) – 3:25
11. „Аутро (DC-3) Thank You“ – 4:03

### Интернационално подобрено издание
1. „Survivor“ (видеоклип) – 4:11

### Японско издание
1. „Survivor“ (Maurice's радио mix)	– 4:01
2. „My Heart Still Beats“ (с Бионсе) (включва прелюдия от "Emotion") – 4:08
3. „Emotion“ – 3:56
4. „Brown Eyes“ – 4:49
5. „Dangerously in Love“ (включва прелюдия от "The Story of Beauty") – 4:53
6. „The Story of Beauty“ – 3:32
7. „Gospel Medley“ (посветена на Андрета Тилман) – 3:25
8. „Аутро (DC-3) Thank You“ – 4:03